# Primi cavalieri del paese d'Oc
Con l'espressione primi cavalieri del paese d'Oc ci si riferisce a quei cavalieri occitani che intorno all'anno mille iniziarono ad acquisire una certa importanza e un forte potere nel Mezzogiorno della Francia, in particolare in Provenza. Se, come succedeva ai suoi esordi, il cavalierato era considerato un esclusivo appannaggio riservato ai cadetti, esclusi dall'eredità paterna e dunque dal potere feudale, adesso il titolo cominciava ad essere ambito anche dall'alta classe nobiliare, la quale spesso cozzava con il rifiuto dei cavalieri a sottostare alla scala gerarchica del sistema feudale. Un fenomeno questo a cui contribuì certamente la Chiesa che nell'istituzione cavalleresca nel corso dei secoli vi aveva infuso una certa idealizzazione delle virtù cristiane.

## Contesto storico occitano
Intorno all'anno mille, dalle fonti cartacee emergono « uomini illustri », dove vengono a distinguersi i « grandi di Provenza »   come i de Pontevès, de Sabran o Agoult che si ritrovano nel 1023 nelle assemblee provenzali di pace fra un gruppo di nobili a fianco dei vescovi.
Questo movimento di strutturazione sociale prosegue in seguito allorché personaggi meno importanti si intrufolano tra questi, distinguendosi da loro in quanto cavalieri, apparsi in documenti successivi all'anno mille. Molto spesso sono chiamati con termini derivati dalla lingua volgare come « caballarii » o « milites ».
Il primo testo (in latino volgare) dove compaiono i cavalieri risale al 1029 e riguarda una donazione del vescovo Pons di Marignana che lascia alla sua cattedrale un quarto della città di Marignana, precisando di esentare i "possedimenti feudali" (mansi) dei cavalieri, nel numero di sette, indicadoli per nome:
Ritroviamo in questa lista di cavalieri di Marignana, dei patronimici da cui deriveranno verosimilmente quelli di Rostaing, Baldus, Barral o Baux.
Questi cavalieri, personaggi di « rango inferiore » ai nobili, che saranno i conti del futuro, contesteranno spesso la supremazia nobiliare. I Baux in particolare, saranno uno di quegli esempi di rifiuto della supremazia dei conti. La Chiesa, che esalta la condizione cavalleresca, incita i nobili di livello sociale sempre più elevato a farsi insignire del titolo di cavaliere. Poco a poco, i diversi strati dell'aristocrazia si fonderanno in seno alla cavalleria.
Questa accompagnerà Guglielmo e Raimondo di Baux, signori di Marignana al fianco del conte di Tolosa (il padrino di Raimondo) alla testa delle truppe dei nobili.